# Монтичелли, Лука
Лука Каринн Стефано Монтичелли (итал. Luca Carinne Stefano Monticelli; род. 12 февраля 2005) — бельгийский футболист, нападающий молодёжной команды клуба «Эллас Верона» и сборной Бельгии до 19 лет.

## Клубная карьера
На молодёжном уровне выступал за «Стандард» и «Андерлехт». В июле 2022 года стал игроком фарм-клуба последних «Андерлехт Фьючерс». Впервые вышел на поле за юниоров в Первой лиге 16 сентября в матче с «Льерс». Дебютировал за основную команду в чемпионате Бельгии 11 февраля 2024 года в матче с «Шарлеруа».

## Карьера в сборной
Играл за национальные команды Бельгии до 15, 17 и 19 лет.